# جون هاردي ستيل
جون هاردي ستيل (بالإنجليزية: John Hardy Steele) هو ضابط وسياسي أمريكي، ولد في 4 يناير 1789 في ساليسبري في الولايات المتحدة، وتوفي في 3 يوليو 1865 في بيتربورو في الولايات المتحدة. حزبياً، نشط في New Hampshire Democratic Party ‏ والحزب الديمقراطي. وقد انتخب حاكم نيو هامبشاير ‏.